# تاكوك
تاكوك (الاسم العلمي: Fedia)، جنس نباتات عشبية برية من فصيلة الناردينية. أنواعه ثلاثة، أعطانها في شبه الجزيرة الأيبيرية والمغرب والجزائر وتونس.